# Lorea Ibarzabal
Lorea Ibarzabal Padorno (* 7. November 1994 in Las Palmas de Gran Canaria) ist eine spanische Leichtathletin, die sich auf den Mittelstreckenlauf spezialisiert hat.

## Sportliche Laufbahn
Erste internationale Erfahrungen sammelte Lorea Ibarzabal, die an der University of Southern California in den Vereinigten Staaten studierte, im Jahr 2023, als sie bei den Halleneuropameisterschaften in Istanbul in 2:00,87 min den vierten Platz im 800-Meter-Lauf belegte. Im Juni wurde sie bei der 1. Liga der Team-Europameisterschaft im Rahmen der Europaspiele in Chorzów in 2:00,86 min Fünfte im A-Lauf über 800 Meter. Im August schied sie dann bei den Weltmeisterschaften in Budapest mit 2:06,33 min in der ersten Runde aus. Im Jahr darauf schied sie bei den Hallenweltmeisterschaften in Glasgow mit 2:00,73 min im Halbfinale aus und im Juli kam sie bei den Europameisterschaften in Rom mit 2:01,15 min nicht über den Vorlauf hinaus. Anschließend schied sie bei den Olympischen Sommerspielen in Paris mit 1:59,81 min in der Hoffnungsrunde aus. 2025 schied sie bei den Halleneuropameisterschaften in Apeldoorn mit 2:03,50 min im Vorlauf aus, ehe sie bei den Hallenweltmeisterschaften in Nanjing mit 2:02,57 min im Halbfinale ausschied.
In den Jahren 2023 und 2024 wurde Ibarzabal spanische Meisterin im 800-Meter-Lauf im Freien sowie 2021 und von 2023 bis 2025 in der Halle.

## Persönliche Bestleistungen
- 800 Meter: 1:59,80 min, 21. Juni 2024 in Madrid
  - 800 Meter (Halle): 2:00,56 min, 1. März 2024 in Glasgow
  - 1000 Meter (Halle): 2:37,69 min, 25. Januar 2025 in Antequera
- 1500 Meter: 4:08,56 min, 30. April 2024 in Huelva